# 查尔斯·多诺霍
查尔斯·多诺霍（英語：Charles Donohoe，1905年—？），澳大利亚男子网球运动员。他曾联同雷·邓洛普获得1931年澳大利亚网球公开赛男子双打冠军。